# Anna Llopart i Farrés
Anna Llopart i Farrés (Barcelona, 1975) és directora de teatre, dramaturga i ajudant de direcció d'espectacles musicals i operístics, llicenciada en Comunicació Audiovisual per la Universitat Pompeu Fabra i en Direcció i Dramatúrgia per l'Institut del Teatre de Barcelona.
Ha dirigit Un dia després (Fira de Teatre al Carrer de Tàrrega, 2000) i L’Home Res (Teatre Malic, 2002)
, obres escrites per l'Anaïs Schaaff, amb qui va fundar la desapareguda Companyia Postfestum. El 2021 estrena a la Sala Beckett Sota la neu escrita per ella mateixa i editada per Sala Beckett Obrador Internacional de Dramatúrgia (Biblioteca Beckett, 2021). Gràcies a la seva formació musical, va treballar com a regidora i ajudant de direcció durant més de 15 anys en les produccions del músic Carles Santos. Ha publicat el llibret d’òpera per a mezzosoprano i actors D’ella s'explica a Pagès Editors que va rebre el IX Premi de Teatre Les Talúries de Teatre i Guió d’Espectacle Teatral (2004) atorgat per l'Institut d'Estudis Ilerdencs. Com a dramaturga i directora d’escena també ha estrenat espectacles familiars al Gran Teatre del Liceu: La primera cançó (2008), L’orquestra dels animals (2010) i Mans a l’òpera (2018) (amb Xavi Mateu); al Teatre Nacional de Catalunya: El vestit nou de l’Emperador (2004); i al Festival Grec: La butxaca del pantaló és un telèfon (2016) que també es presentà al Festival de Teatre al Carrer de Tàrrega. També ha escrit i dirigit espectacles per a les gires del departament de música de la Fundació La Caixa: Teranga (2010), Acaba’t la sopa (2011), Pum Sum Kà (2016), Un bosc a la paret (2019) i ha realitzat la direcció escènica del concert biogràfic Beethoven 250 (2020).